# Dispozitiv cu cuplaj de sarcină

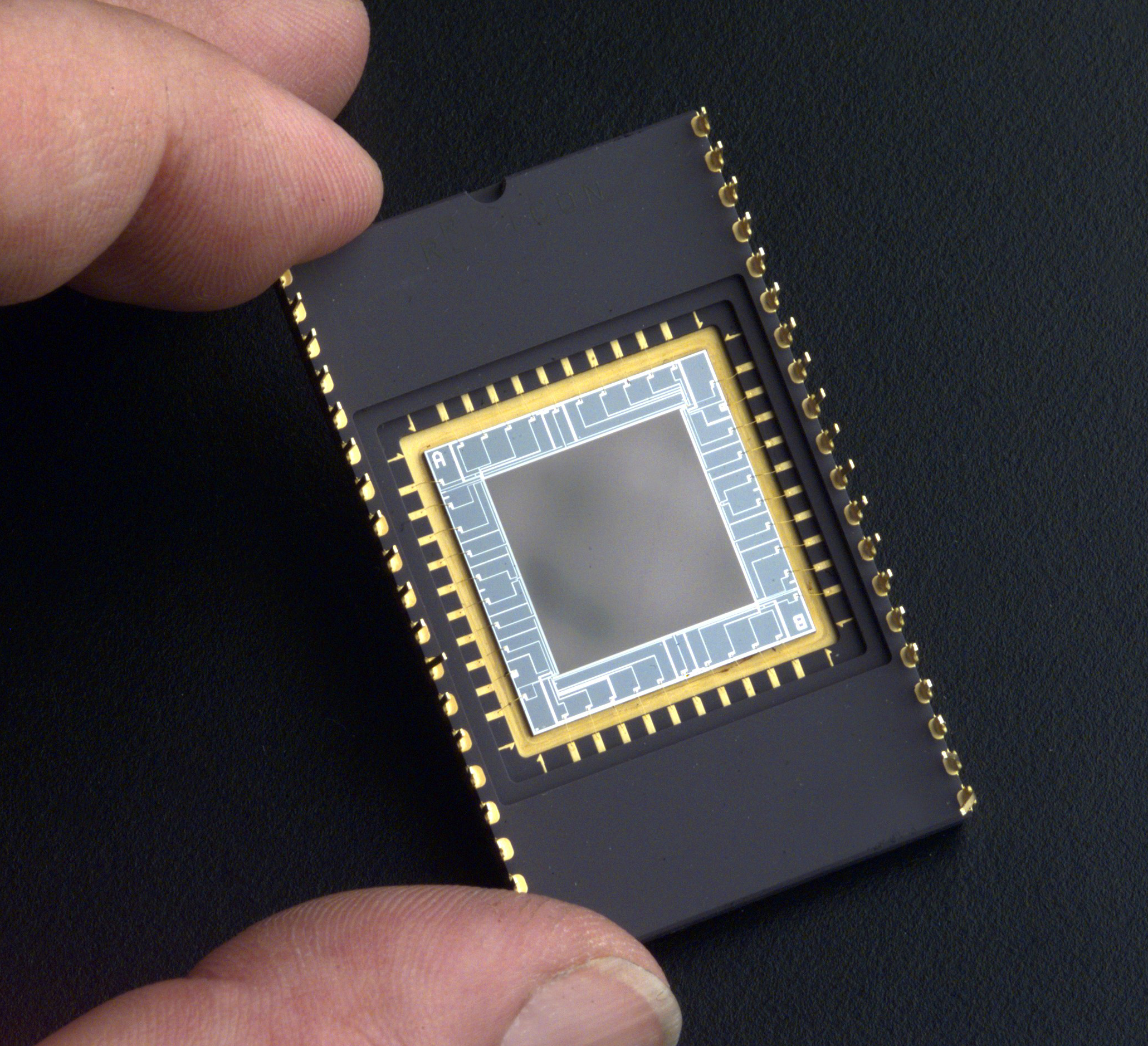
Senzor CCD detector de ultraviolete și de lumină vizibilă

Dispozitivul cu cuplaj de sarcină (DCS) (din engleză de la Charge-Coupled Device, abreviat CCD) este un registru cu deplasare analogic ce permite transportul semnalelor analogice (al sarcinilor electrice) prin mai multe etape succesive, sub controlul unui semnal de ceas. Principala utilizare a acestor dispozitive o constituie senzorii de imagine folosiți în scanere, aparate foto digitale, în telescoape și în diverse alte dispozitive de captat imagini. Un senzor CCD este format dintr-un tablou de diode fotosensibile care captează datele imaginii și un tablou de memorare care le preia, atunci când este cuplat la tabloul de diode.